# Silent Edge
Silent Edge ist eine niederländische Power- und Progressive-Metal-Band aus Den Bosch, die im Jahr 1999 gegründet wurde.

## Geschichte
Die Band wurde im Jahr 1999 von dem Keyboarder Minggus Gaspersz und dem Gitarristen Emo Suripatty gegründet. Im selben Jahr kam Sänger Willem Verwoert zur Besetzung. Im August 2000 nahm die Band ein erstes Demo auf, das sie im selben Jahr veröffentlichte. Es wurde in der Novemberausgabe des Aardschok zum Demo des Monats erklärt. Dadurch und durch das Spielen von vielen Auftritten erreichte die Band so viel Aufmerksamkeit, dass sie auf dem ProgPower Europe im Oktober 2001 spielen konnte. Im Dezember 2001 gewann die Band das Metal Bash, ein Wettbewerb der vom Aardschok-Magazin veranstaltet wurde. Dadurch wurde DVS Records auf die Band aufmerksam und erreichte einen Vertrag mit der Gruppe.
Im Jahr 2002 begab sich die Band in die New Road Music Studios im niederländischen Wijchen, um ihr Debütalbum The Eyes of the Shadow aufzunehmen. Als Schlagzeuger kam hierfür Marco Kleinnibbelink (ex-Dead Head) zur Besetzung. Das Album erschien im Juni 2003.

## Stil
Die Band spielt progressiven Power Metal, der abwechslungsreiche und oft sehr komplexe Passagen enthält.

## Diskografie
- 2000: Under a Shaded Moon (Demo, Eigenveröffentlichung)
- 2003: The Eyes of the Shadow (Album, DVS Records)